# Lonchaea palposa
Lonchaea palposa is een vliegensoort uit de familie van de Lonchaeidae. De wetenschappelijke naam van de soort is voor het eerst geldig gepubliceerd in 1847 door Zetterstedt.